# Marc De Clercq
Marc De Clercq (Aalst, 1951) is een Belgisch econoom en hoogleraar aan de Universiteit Gent.

## Levensloop
Marc De Clercq doctoreerde aan de Rijksuniversiteit Gent (later Universiteit Gent) bij professor M.A.G. van Meerhaeghe. Van 1988 tot 2000 was hij docent aan de faculteit Economie en Bedrijfskunde en sinds 2000 gewoon hoogleraar. Hij was secretaris van de faculteit Economie en Bedrijfskunde van 1997 tot 1998, decaan van 1998 tot 2001 en van 2008 tot 2010, voorzitter van de vakgroep Algemene Economie sinds 1995, vicerector van 2001 tot 2005 en diensthoofd Techniek en Budget sinds 2008. Hij is tevens voorzitter van het Centrum voor Milieueconomie en Milieumanagement en doceert als onder andere aan de eerstejaarsstudenten economie en rechten een inleiding tot de economie.
Hij werkte als raadgever voor verscheidene nationale en internationale instellingen onder meer de Europese Unie, de Koning Boudewijnstichting, het ministerie van Leefmilieu, de Openbare Vlaamse Afvalstoffenmaatschappij, Aquafin, de OESO. Hij is lid van de Board of Editors van Environmental and Resource Economics en was van 1993 tot 1998 voorzitter van de Opvolgingscommissie Milieutaksen (Kanselarij van de Eerste Minister).
Hij is auteur van vier boeken en talrijke wetenschappelijke bijdragen in binnen- en buitenlandse tijdschriften en hield lezingen aan verscheidene buitenlandse instellingen.
Bij de federale verkiezingen van 10 juni 2007 kandideerde De Clercq voor een plaats in de Kamer. Hij stond zevende op de CD&V/N-VA-lijst van Oost-Vlaanderen maar raakte niet verkozen.
Sinds 2009 is Marc De Clercq voor CD&V bestuurslid van de Vlaamse Audiovisuele Raad. Sinds 2010 is hij lid van de raad van bestuur van de VRT.
Op 14 mei 2008 werd De Clercq opnieuw verkozen tot decaan van de Faculteit Economie en Bedrijfskunde voor de periode 2008-2010.
Op 7 december 2016 hield hij zijn laatste lezing aan de Universiteit Gent.